# آدام نیکولز
آدام نیکولز (انگلیسی: Adam Nichols؛ زادهٔ ۱۴ سپتامبر ۱۹۶۲) بازیکن فوتبال اهل بریتانیا است.
از باشگاه‌هایی که در آن بازی کرده‌است می‌توان به باشگاه فوتبال کولچستر یونایتد اشاره کرد.